# Simsir

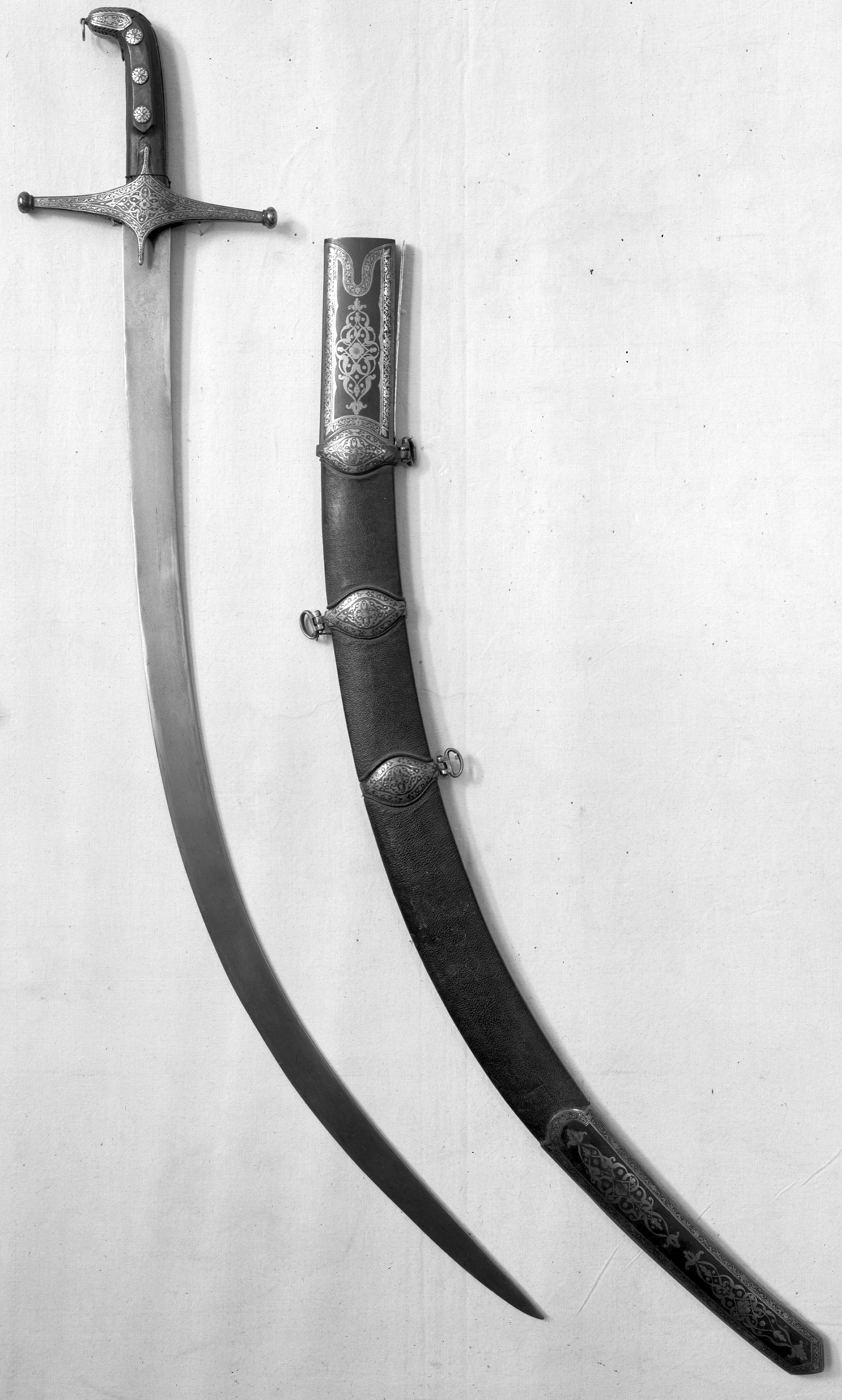

Simsirul (din limba persană شمشیر shamshir)  este o sabie (scimitar) scurtă, având o curbă pronunțată: între 5 până la 15 grade de la vârf la vârf.
Tipurile de săbii cu curbură pronunțată includ: iataganul, talwarul, kilijul, pulwarul, și sabia turco-mongolă.
Șamșir Șikargar în limba persană شَمشیر شکارگَر; înseamnă literal, "sabie de vânător", este similar cu șamșir, exceptând lama care este gravată și decorată, de obicei cu scene de vânătoare.
Inițial săbiile  persane au fost drepte și cu dublu tăiș, ca khanda indiană
Lamele de sabie curbate erau de origine asiatică din Asia Centrală. Cele mai  vechi dovezi de săbii curbate, sau scimitari, sunt din secolul al IX-lea, când au fost folosite de soldații din regiunile Asiei Centrale.. Au fost folosite în invaziile mongole și în Balcani de Armata otomană. 
Sabia denumită deja „șamșir” a fost introdusă de  turcii selgiucizi în secolul al XII-lea, fiind mai târziu popularizat în Persia la începutul secolului al XVI-lea, având rude ca:
- în Turcia, kilij;
- în Imperiul Mogul, talwar;
- în lumea arabă, saif și sam-saam;

Shamshir-ul este o sabie curbată care dispune de o lama subțire, care nu se îngustează aproape până la vârf. În loc de a fi purtat în poziție verticală, este purtat orizontal cu mânerul și vârful îndreptate în sus. A fost utilizat în mod normal împotriva adversarilor fără armură,  în timp ce vârful putea fi folosit pentru penetrare, curbura exagerată a lamei făcând precizia și mânuirea dificile în scopul împungerii. 
Lama era fabricată din oțel de Damasc